# Plusiophaes grivaudi
Plusiophaes grivaudi là một loài bướm đêm trong họ Noctuidae.